# Helene Roth (Architektin)
Helene Roth (hebräisch הלנה רוט; geboren am 13. Mai 1904 in Göding, Cisleithanien; gestorben 1995 in Tel Aviv) war eine österreichische Architektin und eine bedeutende Innenarchitektin Israels.

## Leben und Wirken
Helene Roth wurde 1904 in der südmährischen Kleinstadt Göding (heute: Hodonín) geboren. Ihr Vater war der Fabrikant Ferdinand Roth. Nach dem Besuch der Realschule in Brünn maturierte sie im Alter von 17 Jahren. An der Bauschule an der Technische Hochschule in Wien konnte sie sich im Wintersemester 1921/22 als außerordentliche und im folgenden Semester als ordentliche Hörerin einschreiben. Roth erhielt den Titel eines Ingenieurs, nachdem sie im Februar 1926 die erste und im Dezember die zweite Staatsprüfung für Architektur absolviert hatte. Mit 22 Jahren war sie die erste und jüngste Frau, die dieses Studium dort abschließen konnte.
Nach einer Anstellung im Architekturbüro Sobotka machte sich Roth selbständig. Beim Internationalen Frauenkongress 1930 in Wien zeigte der Bund Österreichischer Frauenvereine unter dem Motto „Modernes Wohnen“ eine Reihe Musterwohnungen. Roth stellte eine Klein- und eine Großwohnung vor (Sieveringer Straße 23 in Döbling und Schopenhauerstraße 74 in Währing). Roth arbeitete bei der Gestaltung von Innenräumen eng mit bekannten Künstlerinnen zusammen, beispielsweise mit der Designerin Maria Likarz, die für die Wiener Werkstätte gearbeitet hatte. Vorwiegend war sie im Bereich Wohnungseinrichtung, Umbau und Adaptierungen tätig, aber sie entwarf auch Wohnhäuser und Villen in Wien. Gelobt wurde Roths Geschmack „in der Wahl der Farben und Stoffe“ sowie „ihre Gabe, jedes einzelne Möbelstück gebrauchsfähig zu machen“.

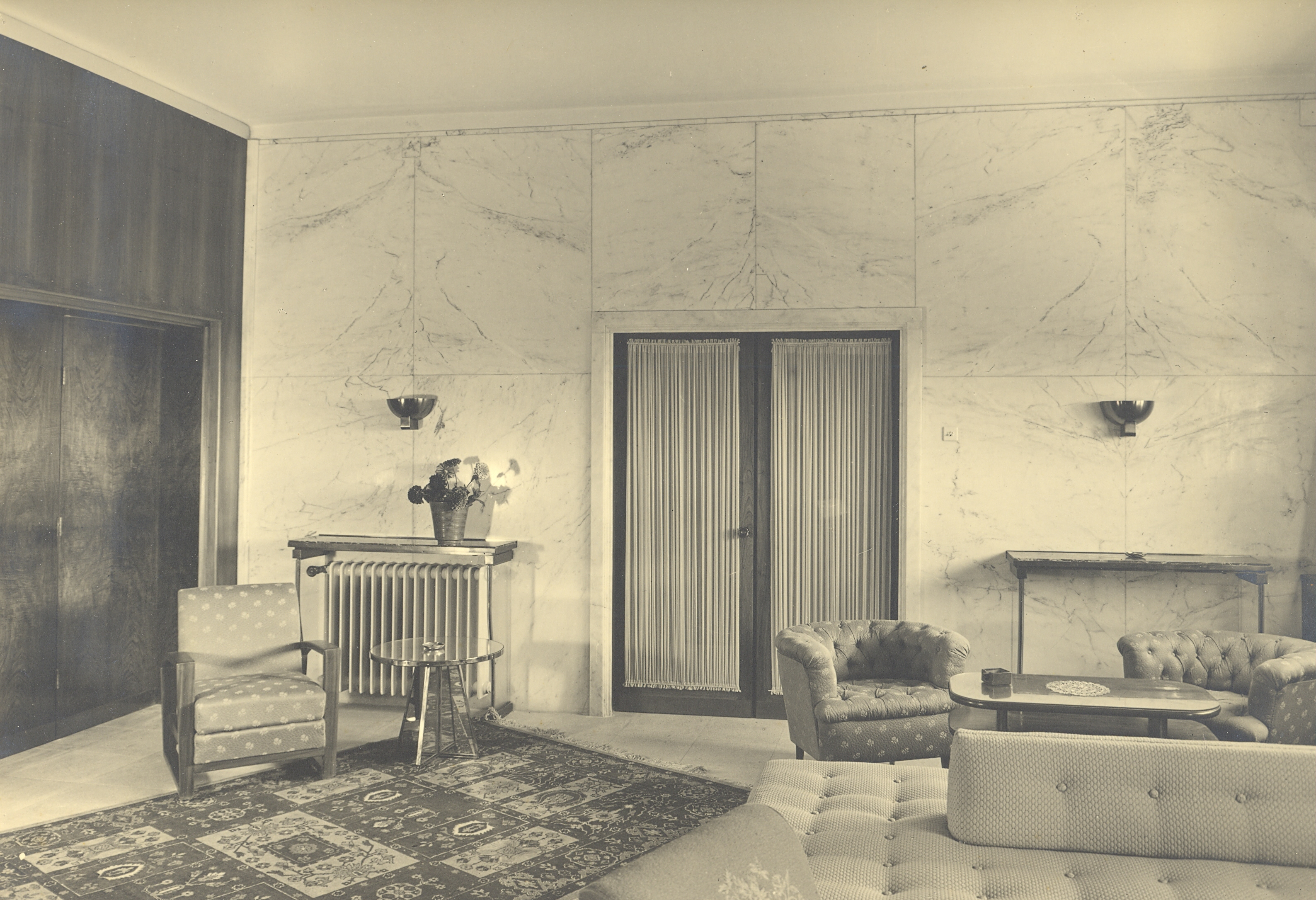
Haus Beit Ami in Netanja

Roth wanderte 1934 nach Palästina aus, Grund war der mit dem Austrofaschismus aufkommende Antisemitismus. Ihr Ziel war Tel Aviv, wo sich nahezu zwei Drittel der damaligen Einwanderer niederließen. Sie trat in das etablierte Architekturbüro von Alfred Abraham ein und gründete später mit ihm Abraham and Roth, Interior Decoration als seine geschäftliche Partnerin. Das gemeinsam Büro bestand bis 1956 in der Sheinkin-Straße in Tel Aviv. Diese Zusammenarbeit bestand von 1934 bis 1956. Roth richtete Wohnungen und Geschäfte ein und galt als „eine der bedeutendsten Innenarchitektinnen ihrer Zeit“.
Aus den 1950er Jahren sind Lampenentwürfe Roths bekannt. Vor allem Schreibtisch- und Stehleuchten wurden in verschiedenen Materialien ausgeführt.

## Werke (Auswahl)
- 1930 „Modernes Wohnen“, zwei Wohnungseinrichtungen
- 1931 Teilnahme an der Ausstellung „Die schaffende Österreicherin. Werk und Bild“, Secession – Wien
- 1933 „Modernes Wohnen“, Wohnungseinrichtungen
- 1953–1957 Lampenentwürfe für Schreibtisch- und Stehleuchten[1]

## Belege
1. 1 2 3 4 5  Carmen Trifina: Helene Roth. (architekturpionierinnen.at, Februar 2022; abgerufen am 8. März 2024)

| Personendaten    | Personendaten                          |
| ---------------- | -------------------------------------- |
| NAME             | Roth, Helene                           |
| ALTERNATIVNAMEN  | הלנה רוט (hebräisch)                   |
| KURZBESCHREIBUNG | österreichisch-israelische Architektin |
| GEBURTSDATUM     | 13. Mai 1904                           |
| GEBURTSORT       | Göding, Cisleithanien                  |
| STERBEDATUM      | 1995                                   |
| STERBEORT        | Tel Aviv                               |